# Vuosaari (métro d'Helsinki)
Vuosaari (en finnois : Vuosaari et en suédois : Nordsjö) est une  station du métro d'Helsinki. Elle est située à proximité du centre commercial Columbus, du centre de services Albatros, de la Vuotalo, de la salle de sport de Vuosaari (fi) et de la tour Cirrus. Elle dessert le quartier de Vuosaari, à Helsinki en Finlande.
Mise en service en 1998, elle est desservie par les rames de la ligne M1.

## Situation sur le réseau

Plan du métro.

Établie en surface, Vuosaari est la station terminus nord de la ligne M2. Elle est située avant la station Rastila en direction du  terminus ouest Matinkylä.
Elle dispose d'un quai central encadré par les deux voies de la ligne.

## Histoire
La station Vuosaari est mise en service le 31 août 1998, lors de l'ouverture à l'exploitation du prolongement de Itäkeskus à Vuosaari.

## Services aux voyageurs

### Accès et accueil
la station dispose de deux hall accessibles par trois accès. Elle est équipée d'automates pour l'achat de titres de transports. Les circulations piétonnes entre les niveaux s'effectuent par des escaliers mécaniques et des ascenseurs pour les personnes à la mobilité réduite.

Installations
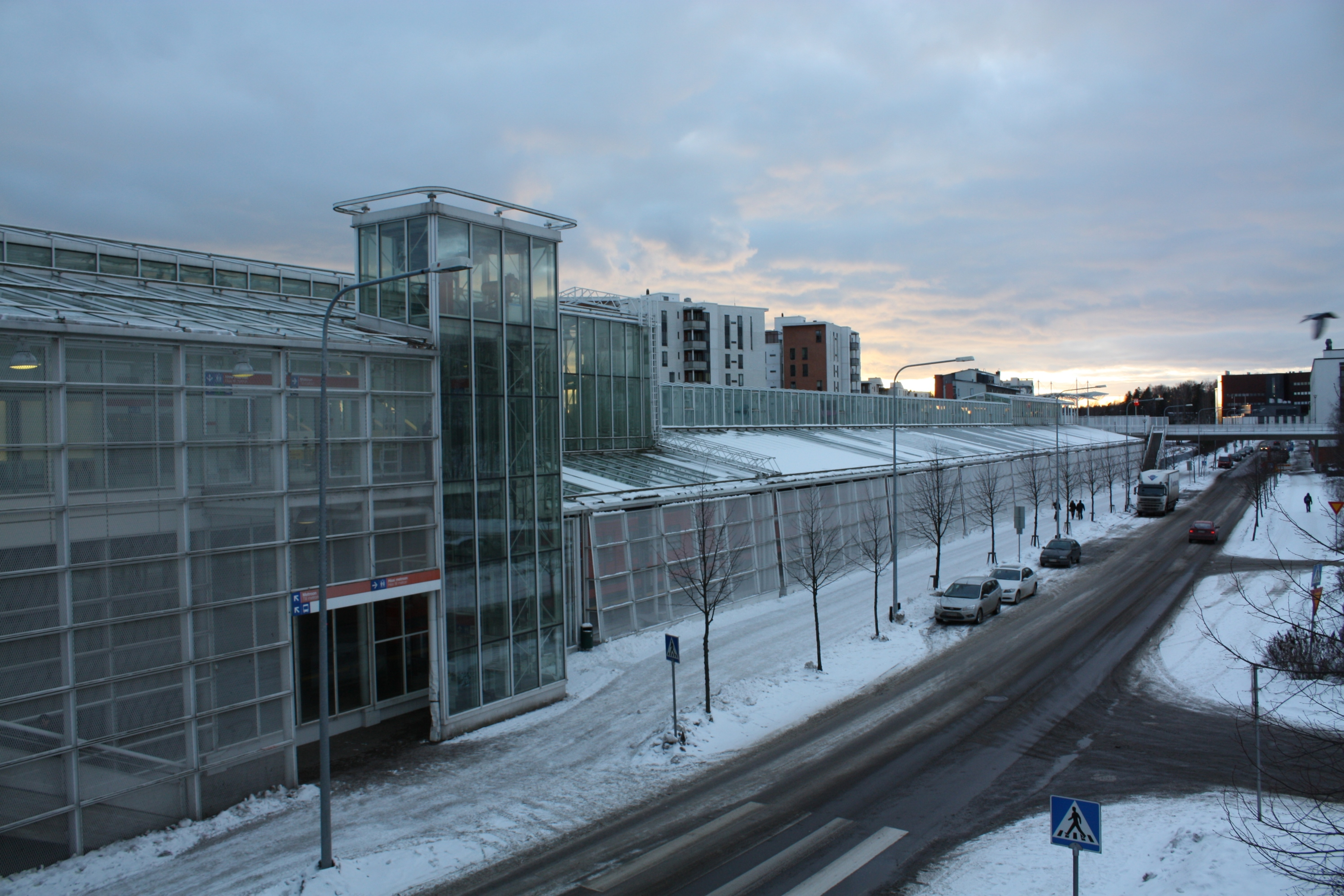
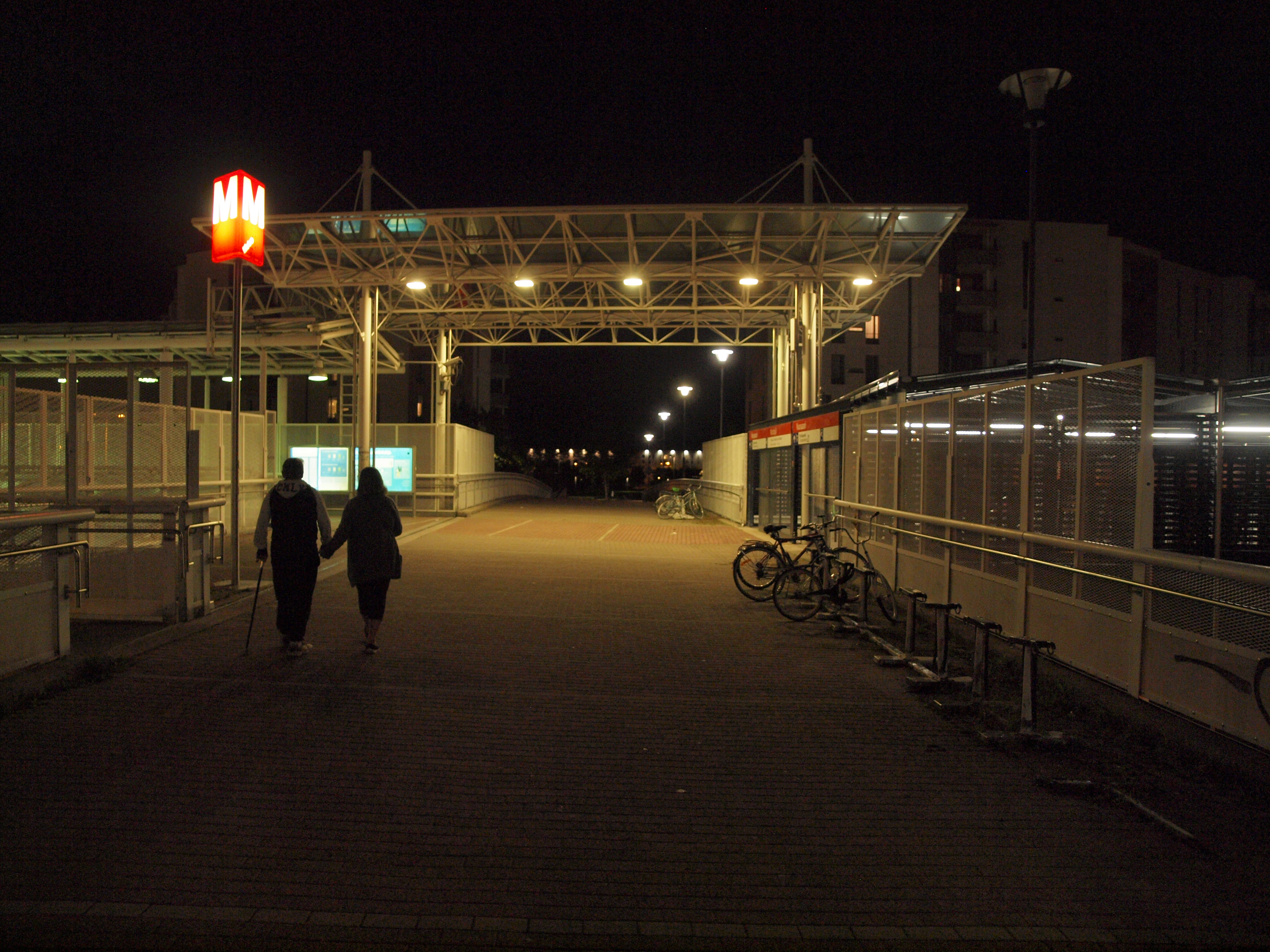
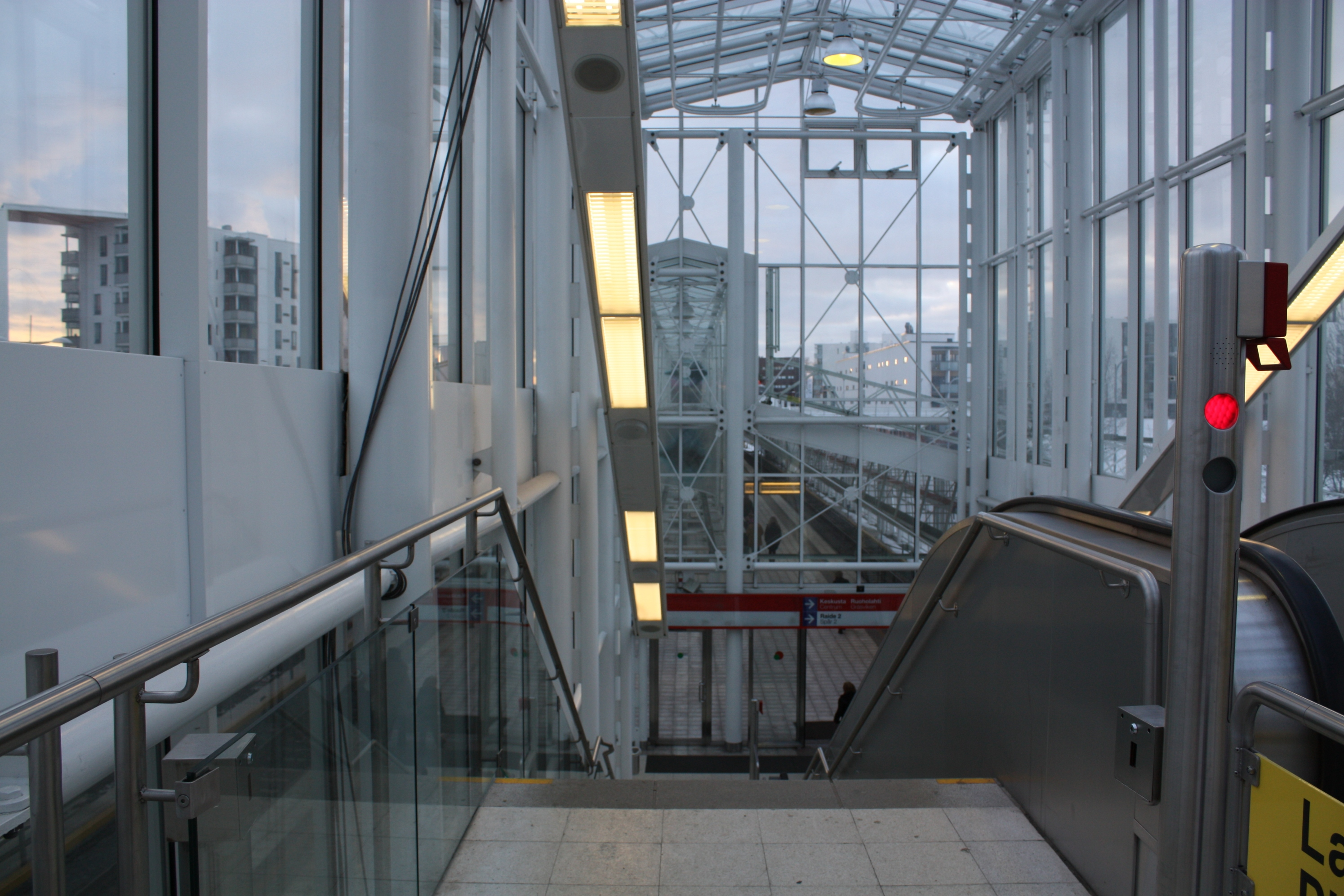

### Desserte
Vuosaari est desservie par les rames de la ligne M1 du métro d'Helsinki.

Installations et desserte
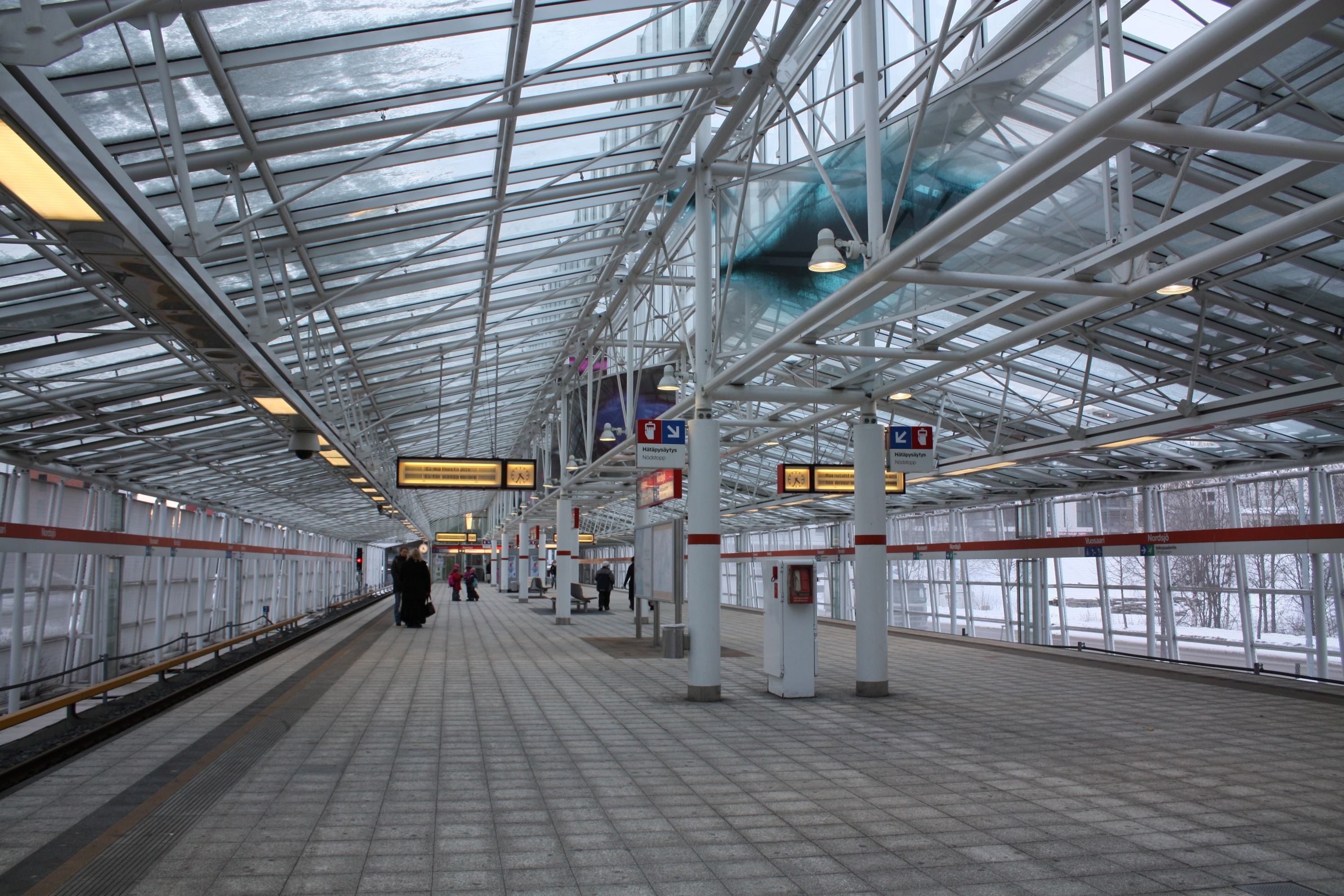
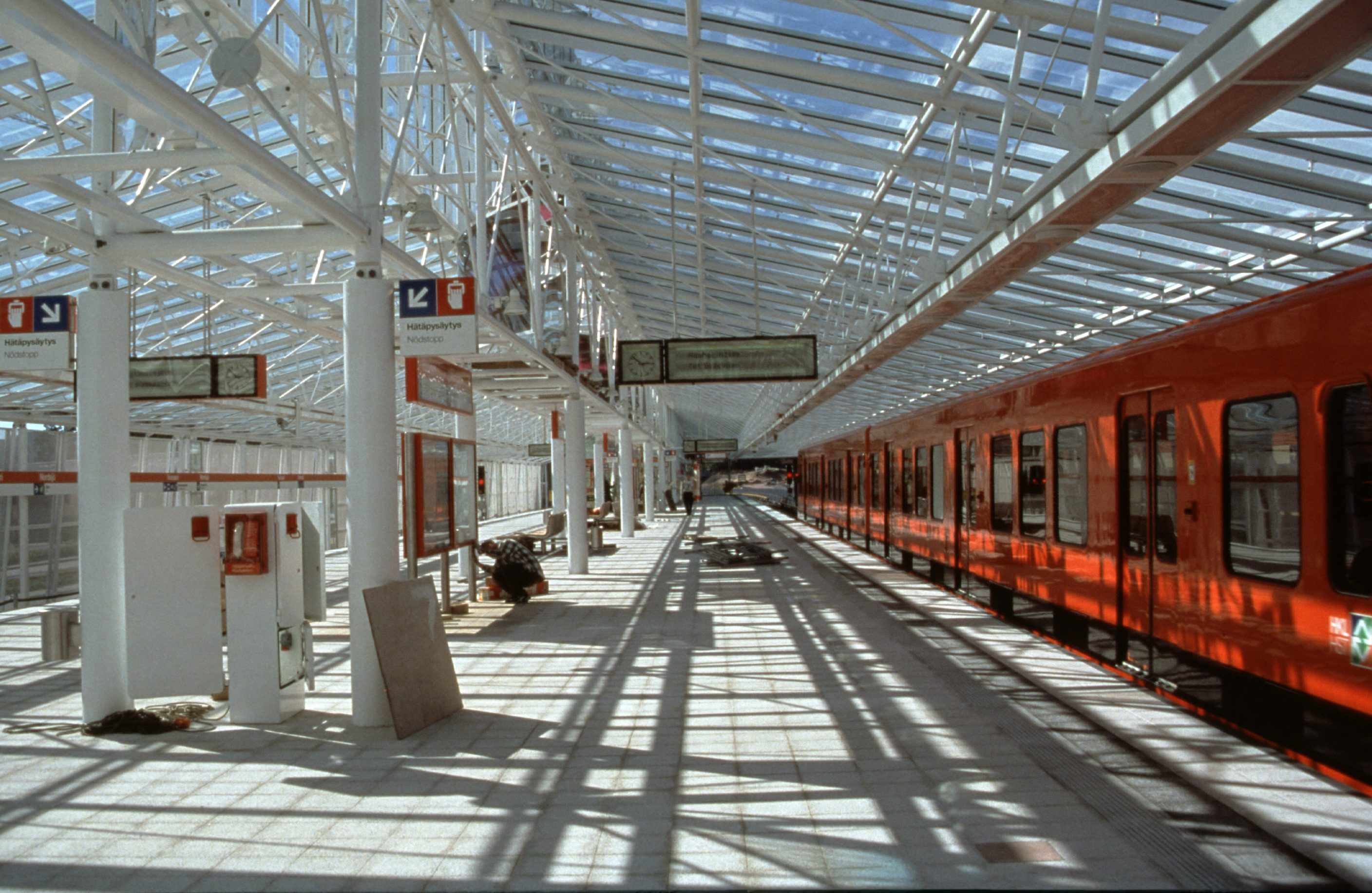
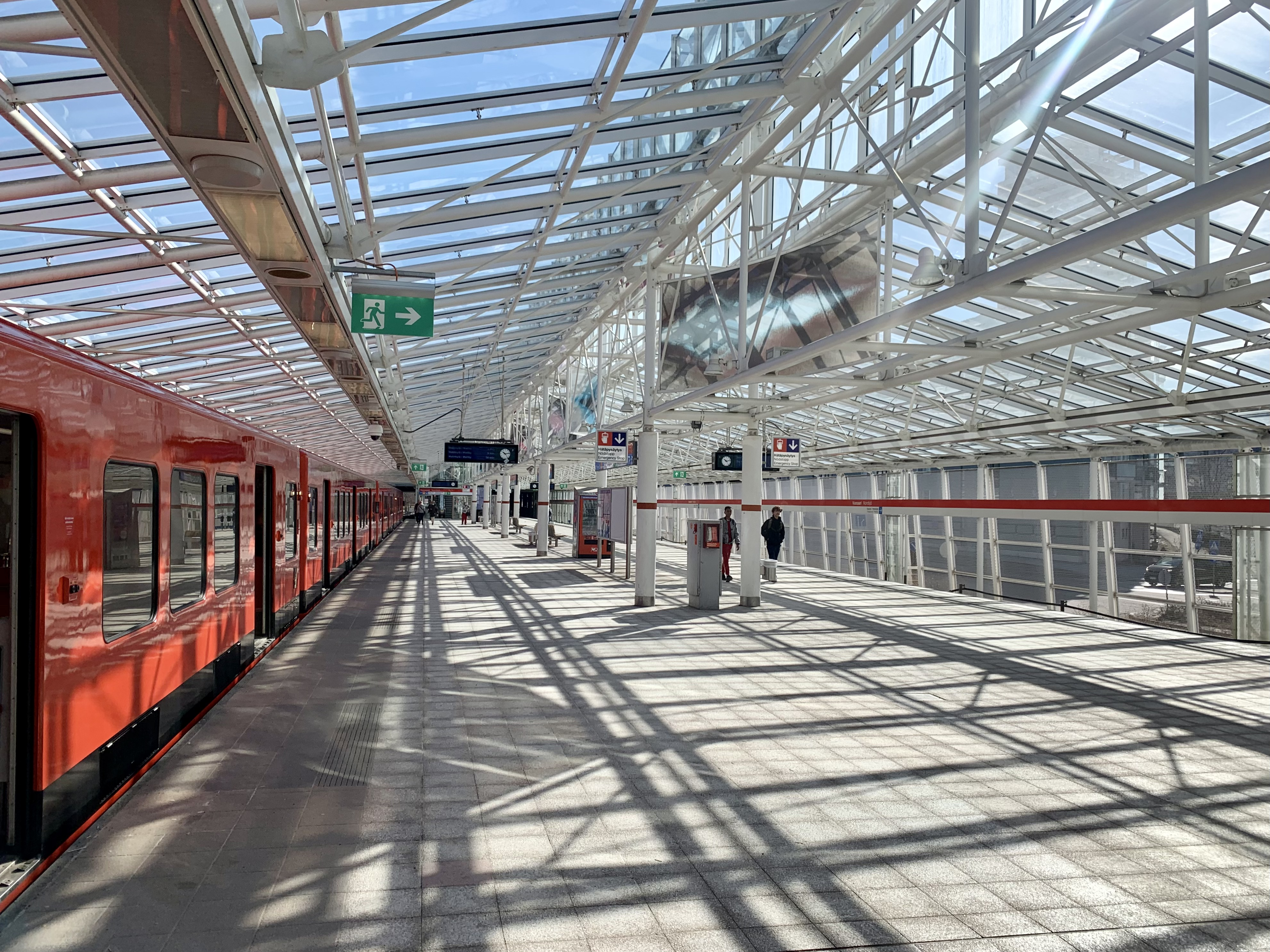

### Intermodalité
Elle dispose de parcs pour les vélos et de parking pour les véhicules. Des arrêts de bus sont desservis par les lignes 90, 96, 560, 813, 814, 815, 816, 817 et 818 et par les bus de nuit des lignes 90A et 90N.